# Чон Ин Хє
Чон Ин Хє (1 серпня 1997 , Теджон ) — південнокорейська фехтувальниця на шаблях, срібна призерка Олімпійcьких ігор 2024 року, чемпіонка Азії.

## Виступи на Олімпіадах
| Олімпіада  | Дисципліна     | Місце |
| ---------- | -------------- | ----- |
| Париж 2024 | командна шабля | 2     |